# Fagopyrum
Fagopyrum Mill., 1754 è un genere di piante angiosperme appartenenti alla famiglia delle Polygonaceae.

## Etimologia
Il nome generico Fagopyrum deriva dalla combinazione del latino fagus («faggio»), per via degli acheni triangolari simili a quelli delle faggiole (frutti del faggio), e dal greco antico: πυρός?, pyrós ("frumento").

## Tassonomia
Il genere comprende le seguenti specie:
- Fagopyrum callianthum Ohnishi
- Fagopyrum capillatum Ohnishi
- Fagopyrum caudatum (Sam.) A.J.Li
- Fagopyrum crispatifolium J.L.Liu
- Fagopyrum cymosum (Trevir.) Meisn.
- Fagopyrum densivillosum J.L.Liu
- Fagopyrum esculentum Moench
- Fagopyrum gilesii (Hemsl.) Hedberg
- Fagopyrum gracilipedoides Ohsako & Ohnishi
- Fagopyrum gracilipes (Hemsl.) Dammer
- Fagopyrum homotropicum Ohnishi
- Fagopyrum jinshaense Ohsako & Ohnishi
- Fagopyrum kashmirianum Munshi
- Fagopyrum leptopodum (Diels) Hedberg
- Fagopyrum lineare (Sam.) Haraldson
- Fagopyrum longistylum M.L.Zhou & T.Yu
- Fagopyrum longzhoushanense J.R.Shao
- Fagopyrum luojishanense J.R.Shao
- Fagopyrum macrocarpum Ohsako & Ohnishi
- Fagopyrum pleioramosum Ohnishi
- Fagopyrum pugense T.Yu
- Fagopyrum qiangcai D.Q.Bai
- Fagopyrum rubrifolium Ohsako & Ohnishi
- Fagopyrum snowdenii (Hutch. & Dandy) S.P.Hong
- Fagopyrum statice (H.Lév.) Gross
- Fagopyrum tataricum (L.) Gaertn.
- Fagopyrum tibeticum (A.J.Li) Adr.Sanchez & Jan.M.Burke
- Fagopyrum urophyllum (Bureau & Franch.) Gross
- Fagopyrum wenchuanense J.R.Shao
- Fagopyrum zuogongense Q.F.Chen